# Hydrosaurus amboinensis
Espèce
Synonymes
- Lacerta amboinensis Schlosser, 1768
- Lacerta lophura Shaw, 1802
- Lacerta javanica Hornstedt in Gray, 1845
- Lophura shawii Gray, 1845
- Istiurus microlophus Bleeker, 1860
- Lophura celebensis Peters, 1872

Hydrosaurus amboinensis est une espèce de sauriens de la famille des Agamidae.

## Répartition
Cette espèce se rencontre en Indonésie à Sulawesi, aux Moluques et en Nouvelle-Guinée occidentale et en Papouasie-Nouvelle-Guinée.

## Description
Hydrosaurus amboinensis peut atteindre une longueur d'un mètre, et a la caractéristique de pouvoir courir sur l'eau sur de petites distances pour échapper à ses prédateurs (comme son cousin le Basiliscus plumifrons).

## Étymologie
Son nom d'espèce, composé de amboin[e] et du suffixe latin -ensis, « qui vit dans, qui habite », lui a été donné en référence au lieu de sa découverte, Amboine.

## Publication originale
- Schlosser, 1768 : Over de Amboinsche Haagdis. De Lacerta amboinensi. Amsterdam, p. 1-18